# 穆鲁姆
穆鲁姆（Murum），是印度马哈拉施特拉邦奥斯马纳巴德县的一个城镇。总人口17232（2001年）。

## 人口
该地2001年总人口17232人，其中男性8745人，女性8487人；0—6岁人口2526人，其中男1302人，女1224人；识字率63.49%，其中男性为73.37%，女性为53.31%。